# 埃默森鎮區 (密歇根州)
埃默森鎮區（英語：Emerson Township）是位於美國密歇根州格拉希厄特縣的一個行政鎮區。

## 地方資料
埃默森鎮區的面積為91.20平方千米，當中陸地面積為91.20平方千米，而水域面積為0.00平方千米。根據2020年美國人口普查的數據，當地共有人口849人，而人口密度為每平方千米9.31人。